# Málaga Valley e-27

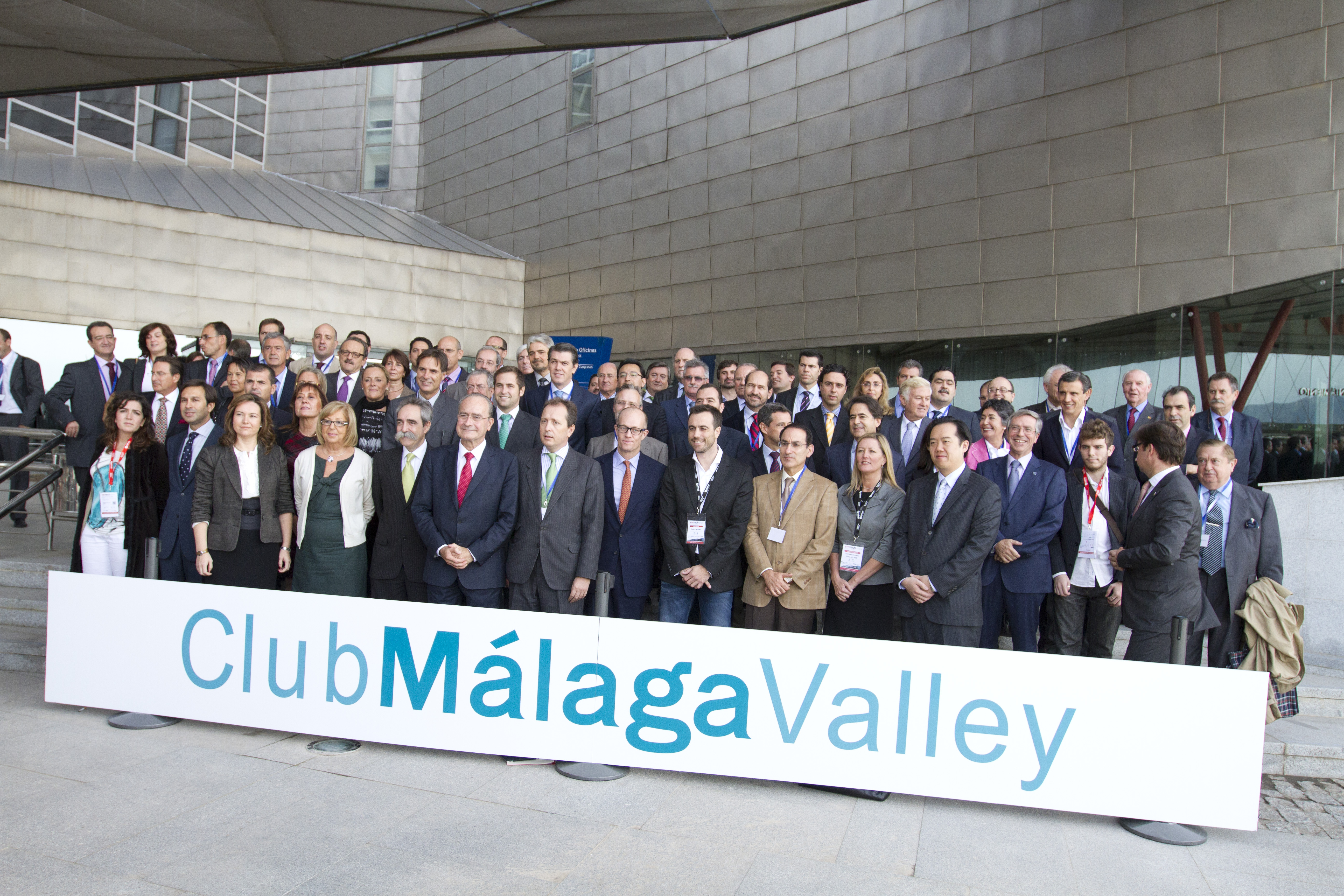
Pedro Moneo, Jason Pontin, Chin Ryan, Kathleen Kennedy, Francisco de la Torre, Javier Cremades y miembros del Club Málaga Valley durante la celebración en Málaga del Emtech España en octubre de 2011.

El club Málaga Valley e-27 es una iniciativa de un grupo de presidentes de empresas del sector de las telecomunicaciones y las tecnologías de la información que tiene como objetivo diseñar políticas y líneas de acción necesarias para convertir a Málaga (España) en una importante zona de industria tecnológica.
Entre otras actividades, el club organiza el Málaga Media Happening, encuentro que pretende un acercamiento entre las empresas tradicionales de sector audiovisual y las dedicadas a las nuevas tecnologías de la información.
Forman parte del club representantes de Telefónica, France Télécom, Alcatel, Ono, Yahoo!, HP, IBM, Nokia, Vodafone, Prisa, Vocento, empresarios como Martín Varsavsky e instituciones y empresas locales como la Universidad de Málaga y Unicaja.
Este club toma su nombre por analogía con el Silicon Valley y por la innovación y creatividad de la generación del 27.